# Línea 538 (Interurbanos Madrid)
La línea 538 de la red de autobuses interurbanos de Madrid une el intercambiador de Príncipe Pío (Madrid) con La Dehesa de Navalcarnero.

## Características
La línea fue puesta en servicio el 21 de septiembre de 2020, uniendo Madrid con los nuevos desarrollos de La Dehesa y El Pinar de Navalcarnero.
Siguiendo la numeración de líneas del CRTM, las líneas que circulan por el corredor 5 son aquellas que dan servicio a los municipios situados en torno a la A-5 y comienzan con un 5.
La línea no mantiene los mismos horarios todo el año, desde el 1 de julio al 31 de agosto se reducen el número de expediciones los días laborables entre semana (sábados laborables, domingos y festivos tienen los mismos horarios todo el año), además de los días excepcionales vísperas de festivo y festivos de Navidad en los que los horarios también cambian y se reducen.
Está operada por la empresa Arriva Madrid mediante la concesión administrativa VCM-501 - Madrid – Batres (Viajeros Comunidad de Madrid) del Consorcio Regional de Transportes de Madrid.
Desde el miércoles 15 de enero de 2025, la línea se vio modificada como consecuencia del soterramiento del Paseo de Extremadura, acortando su recorrido hasta Cuatro Vientos, donde los autobuses del corredor 5 tendrán su cabecera provisional mientras duren las obras.

## Horarios

### 1 septiembre - 30 junio
| Lunes a viernes laborables | Lunes a viernes laborables | Sábados laborables, domingos y festivos | Sábados laborables, domingos y festivos |
| Madrid > Navalcarnero      | Navalcarnero > Madrid      | Madrid > Navalcarnero                   | Navalcarnero > Madrid                   |
| 07:05                      | 06:00                      | 07:30                                   | 06:30                                   |
| 07:25                      | 06:20                      | 08:30                                   | 07:30                                   |
| 07:45                      | 06:40                      | 09:30                                   | 08:30                                   |
| 08:05                      | 07:00                      | 10:30                                   | 09:30                                   |
| 08:25                      | 07:20                      | 11:30                                   | 10:30                                   |
| 08:45                      | 07:40                      | 12:30                                   | 11:30                                   |
| 09:05                      | 08:00                      | 13:30                                   | 12:30                                   |
| 09:25                      | 08:20                      | 14:30                                   | 13:30                                   |
| 09:45                      | 08:40                      | 15:30                                   | 14:30                                   |
| 10:05                      | 09:00                      | 16:30                                   | 15:30                                   |
| 10:25                      | 09:20                      | 17:30                                   | 16:30                                   |
| 10:45                      | 09:40                      | 18:30                                   | 17:30                                   |
| 11:05                      | 10:00                      | 19:30                                   | 18:30                                   |
| 11:25                      | 10:20                      | 20:30                                   | 19:30                                   |
| 11:45                      | 10:40                      | 21:30                                   | 20:30                                   |
| 12:05                      | 11:00                      | 22:30                                   | 21:30                                   |
| 12:25                      | 11:20                      | 23:30                                   | 22:30                                   |
| 12:45                      | 11:40                      |                                         |                                         |
| 13:05                      | 12:00                      |                                         |                                         |
| 13:25                      | 12:20                      |                                         |                                         |
| 13:40                      | 12:40                      |                                         |                                         |
| 14:05                      | 13:00                      |                                         |                                         |
| 14:20                      | 13:20                      |                                         |                                         |
| 14:40                      | 13:45                      |                                         |                                         |
| 15:00                      | 14:05                      |                                         |                                         |
| 15:20                      | 14:25                      |                                         |                                         |
| 15:40                      | 14:45                      |                                         |                                         |
| 16:00                      | 15:05                      |                                         |                                         |
| 16:20                      | 15:25                      |                                         |                                         |
| 16:40                      | 15:45                      |                                         |                                         |
| 17:00                      | 16:05                      |                                         |                                         |
| 17:20                      | 16:25                      |                                         |                                         |
| 17:40                      | 16:45                      |                                         |                                         |
| 18:00                      | 17:05                      |                                         |                                         |
| 18:20                      | 17:25                      |                                         |                                         |
| 18:40                      | 17:45                      |                                         |                                         |
| 19:00                      | 18:05                      |                                         |                                         |
| 19:20                      | 18:25                      |                                         |                                         |
| 19:40                      | 18:45                      |                                         |                                         |
| 20:00                      | 19:05                      |                                         |                                         |
| 20:20                      | 19:25                      |                                         |                                         |
| 20:40                      | 19:45                      |                                         |                                         |
| 21:00                      | 20:00                      |                                         |                                         |
| 21:15                      | 20:15                      |                                         |                                         |
| 21:45                      | 20:35                      |                                         |                                         |
| 22:15                      | 20:55                      |                                         |                                         |
| 22:45                      | 21:25                      |                                         |                                         |
| 23:15                      | 21:55                      |                                         |                                         |
| 23:45                      |                            |                                         |                                         |

### 1 julio - 31 agosto
| Lunes a viernes laborables | Lunes a viernes laborables | Sábados laborables, domingos y festivos | Sábados laborables, domingos y festivos |
| Madrid > Navalcarnero      | Navalcarnero > Madrid      | Madrid > Navalcarnero                   | Navalcarnero > Madrid                   |
| 07:00                      | 06:00                      | 07:30                                   | 06:30                                   |
| 07:30                      | 06:30                      | 08:30                                   | 07:30                                   |
| 08:00                      | 07:00                      | 09:30                                   | 08:30                                   |
| 08:30                      | 07:30                      | 10:30                                   | 09:30                                   |
| 09:00                      | 08:00                      | 11:30                                   | 10:30                                   |
| 09:30                      | 08:30                      | 12:30                                   | 11:30                                   |
| 10:00                      | 09:00                      | 13:30                                   | 12:30                                   |
| 10:30                      | 09:30                      | 14:30                                   | 13:30                                   |
| 11:00                      | 10:00                      | 15:30                                   | 14:30                                   |
| 11:30                      | 10:30                      | 16:30                                   | 15:30                                   |
| 12:00                      | 11:00                      | 17:30                                   | 16:30                                   |
| 12:30                      | 11:30                      | 18:30                                   | 17:30                                   |
| 13:00                      | 12:00                      | 19:30                                   | 18:30                                   |
| 13:30                      | 12:30                      | 20:30                                   | 19:30                                   |
| 14:00                      | 13:00                      | 21:30                                   | 20:30                                   |
| 14:30                      | 13:30                      | 22:30                                   | 21:30                                   |
| 15:00                      | 14:05                      | 23:30                                   | 22:30                                   |
| 15:30                      | 14:30                      |                                         |                                         |
| 16:00                      | 15:00                      |                                         |                                         |
| 16:30                      | 15:30                      |                                         |                                         |
| 17:00                      | 16:00                      |                                         |                                         |
| 17:30                      | 16:30                      |                                         |                                         |
| 18:00                      | 17:00                      |                                         |                                         |
| 18:30                      | 17:30                      |                                         |                                         |
| 19:00                      | 18:00                      |                                         |                                         |
| 19:30                      | 18:30                      |                                         |                                         |
| 20:00                      | 19:00                      |                                         |                                         |
| 20:30                      | 19:30                      |                                         |                                         |
| 21:15                      | 20:15                      |                                         |                                         |
| 22:00                      | 21:00                      |                                         |                                         |
| 22:45                      | 21:45                      |                                         |                                         |
| 23:30                      | 22:30                      |                                         |                                         |

## Recorrido y paradas
NOTA: Debido a las obras de soterramiento de la autovía A-5, las paradas sombreadas en rojo se encuentran fuera de servicio, desde el 15 de enero de 2025 hasta fin de obras.

### Sentido Navalcarnero
| Código | Parada                                       | Común con                                                                                         | Conexiones con Metro y Cercanías | Municipio    | Zona |
| ------ | -------------------------------------------- | ------------------------------------------------------------------------------------------------- | -------------------------------- | ------------ | ---- |
| 17051  | Intercambiador de Príncipe Pío (dársena 3)   |                                                                                                   | Príncipe Pío                     | Madrid       |      |
| 881    | Paseo de Extremadura-El Greco                | 36 39 65 511 512 513 514 516 518 521 522 523 524 525 528 534 539 541 545 546 547 548 551 581      |                                  | Madrid       |      |
| 892    | Campamento                                   | 36 39 495 511 512 513 514 516 518 521 522 523 524 525 528 534 539 541 545 546 547 548 551 573 581 | Campamento                       | Madrid       |      |
| 50051  | P.º Extremadura - Cuatro Vientos             | 495 511 512 513 514 516 517 518 521 522 523 524 525 528 534 539 551 560 581                       | Cuatro Vientos                   | Madrid       |      |
| 08376  | Ctra. A-5 - Museo del Aire y del Espacio     | 511 512 513 514 516 517 518 521 522 523 524 525 528 534 539 560                                   |                                  | Madrid       |      |
| 08638  | Ctra. A-5 - C.C. Madrid Xanadú               | 528 529 529A 529H 531 531A 535 539 541 545 546 547 548                                            |                                  | Móstoles     |      |
| 10522  | C.º Mancigordo - C. P. Madrid IV             |                                                                                                   |                                  | Móstoles     |      |
| 20767  | Enlace A-5 - C. Penitenciario                | 529H                                                                                              |                                  | Móstoles     |      |
| 20768  | Av. Arroyo Juncal - Pino Silvestre           | 529H                                                                                              |                                  | Navalcarnero |      |
| 20770  | Av. Arroyo Juncal - Av. Pinar                | 529H                                                                                              |                                  | Navalcarnero |      |
| 20772  | Labrador - Betsaida                          | 529H 1                                                                                            |                                  | Navalcarnero |      |
| 20774  | Labrador - Cafarnaún                         | 529H 1                                                                                            |                                  | Navalcarnero |      |
| 18190  | Víctimas del Terrorismo - Residencia         | 529H 1                                                                                            |                                  | Navalcarnero |      |
| 18188  | C.º Arroyo La Dehesa - Dehesa de Mari Martín | 529H 1                                                                                            |                                  | Navalcarnero |      |
| 16796  | P.º Alparrache - Camino Bastos               | 529H 1                                                                                            |                                  | Navalcarnero |      |
| 11683  | Ronda de San Juan - Río Tajo                 | 528 529H 531 531A 535 1                                                                           |                                  | Navalcarnero |      |
| 11840  | Buenavista - Ronda San Juan                  | 530 531 531A                                                                                      |                                  | Navalcarnero |      |
| 18437  | Arcángel Gabriel - Av. Ermita San Juan       | 531 531A 1                                                                                        |                                  | Navalcarnero |      |
| 21339  | Arcángel Gabriel - Av. Mari Martín           | 1                                                                                                 |                                  | Navalcarnero |      |

### Sentido Madrid
| Código | Parada                                     | Común con                                                                                  | Conexiones con Metro y Cercanías | Municipio    | Zona |
| ------ | ------------------------------------------ | ------------------------------------------------------------------------------------------ | -------------------------------- | ------------ | ---- |
| 21339  | Arcángel Gabriel - Av. Mari Martín         | 1                                                                                          |                                  | Navalcarnero |      |
| 18438  | Arcángel Gabriel - Av. Ermita San Juan     | 531 531A 1                                                                                 |                                  | Navalcarnero |      |
| 08966  | Ronda de San Juan - Buenavista             | 528 529H 531 531A 535 1                                                                    |                                  | Navalcarnero |      |
| 11684  | Ronda de San Juan - Río Tajo               | 528 529H 531 531A 535 1                                                                    |                                  | Navalcarnero |      |
| 16795  | P.º Alparrache - Ronda San Juan            | 529H 1                                                                                     |                                  | Navalcarnero |      |
| 18187  | C.º Arroyo La Dehesa - P.º Alparrache      | 529H 1                                                                                     |                                  | Navalcarnero |      |
| 18189  | Víctimas del Terrorismo - Colegio          | 529H 1                                                                                     |                                  | Navalcarnero |      |
| 20775  | Labrador - Cafarnaún                       | 529H 1                                                                                     |                                  | Navalcarnero |      |
| 20773  | Labrador - Betsaida                        | 529H 1                                                                                     |                                  | Navalcarnero |      |
| 20771  | Av. Arroyo Juncal - Av. Pinar              | 529H                                                                                       |                                  | Navalcarnero |      |
| 20769  | Av. Arroyo Juncal - Pino Silvestre         | 529H                                                                                       |                                  | Navalcarnero |      |
| 20767  | Enlace A-5 - C. Penitenciario              | 529H                                                                                       |                                  | Móstoles     |      |
| 10522  | C.º Mancigordo - C. P. Madrid IV           |                                                                                            |                                  | Móstoles     |      |
| 08639  | Ctra. A-5 - C.C. Madrid Xanadú             | 528 529 529A 529H 531 531A 535 539 541 545 546 547 548                                     |                                  | Móstoles     |      |
| 08377  | Ctra. A-5 - Museo del Aire y del Espacio   | 511 512 513 514 516 517 518 521 522 523 524 525 528 534 539 560                            |                                  | Madrid       |      |
| 08464  | P.º Extremadura - Cuatro Vientos           | 495 511 512 513 514 516 517 518 521 522 523 524 525 528 534 539 551 560 581                | Cuatro Vientos                   | Madrid       |      |
| 893    | Campamento                                 | 39 495 511 512 513 514 516 518 521 522 523 524 525 528 534 539 541 545 546 547 548 551 581 | Campamento                       | Madrid       |      |
| 885    | Surbatán                                   | 36 39 511 512 513 514 516 518 521 522 523 524 525 528 534 539 541 545 546 547 548 551 581  |                                  | Madrid       |      |
| 17051  | Intercambiador de Príncipe Pío (dársena 3) |                                                                                            | Príncipe Pío                     | Madrid       |      |